# District de Shiki
Le district de Shiki (磯城郡, Shiki-gun) est un district de la préfecture de Nara au Japon.
Au 1er décembre 2014, sa population était de 47 440 habitants pour une superficie de 31,11 km2.

## Communes du district
- Kawanishi
- Miyake
- Tawaramoto